# The Cure (album)
The Cure is het twaalfde studioalbum van de Britse band The Cure. Het album kwam internationaal uit op 28 juni 2004 en in de Verenigde Staten op 29 juni van datzelfde jaar.

## Nummers

### Hoofdalbum
1. Lost - 4:07
2. Labyrinth - 5:14
3. Before Three - 4:40
4. The End of the World - 3:43
5. Anniversary - 4:22
6. Us or Them - 4:09
7. alt.end - 4:30
8. (I Don't Know What's Going) On - 2:57
9. Taking Off - 3:19
10. Never - 4:04
11. The Promise - 10:21

### Extra nummers
1. Going Nowhere (Op de Britse, Japanse en vinyl-cd's na The Promise)
2. Truth Goodness and Beauty (Op de Britse, Japanse en vinyl-cd's tussen Before Three en The End of the World)
3. Fake (Op de Japanse en vinyl-cd's tussen Us or Them en alt.end)
4. This Morning (Afsluiter op de vinylversie)

### Bonusnummers op dvdMaking 'The Cure'
1. Someone's Coming (Truth Goodness and Beauty alternatieve versie)
2. Back On (Instrumentale versie van Lost)
3. Jason 3 (Instrumentale versie van Never)
4. The Broken Promise (Instrumentale versie van The Promise)

### Ontbrekende nummers
1. A Boy I Never Knew
2. Please Come Home
3. Strum

## Singles
- 2004 - "The End of the World" (B-kant: "This Morning" en  "Fake")
- 2004 - "Taking Off / alt.end" (B-kant: "Why Can't I Be Me?" en  "Your God Is Fear")

## Samenstelling
- Robert Smith - Vocaal, gitaar
- Simon Gallup - Basgitaar
- Perry Bamonte - Gitaar
- Jason Cooper - Drums
- Roger O'Donnell - Keyboards

## Trivia
- Dit album hoort ook in de reeks van om de 4 jaar een album. Wish (1992), Wild Mood Swings (1996) en Bloodflowers (2000) gingen al voor.
- Dit is het eerste Cure album sinds het debuutalbum Three Imaginary Boys dat geproduceerd is door iemand anders dan Robert Smith. Het album is geproduceerd door Ross Robinson die al eerder samenwerkte met bands als Korn, Limp Bizkit, Slipknot en At the Drive-In. Door de nu metal-invloed van Robinson klinkt het album ook wat harder maar behoud wel het originele Cure geluid. Smith heeft het omschreven als "Cure heavy".
- Dit album is het eerste Cure-album van de platenmaatschappij I Am van Robinson. Ze tekenden bij hem een contract voor 3 albums.
- Om het album te promoten, ging de band toeren door Europa en de VS in de lente van 2004. Ook speelden ze het nummer The End of the World op The Tonight Show With Jay Leno. In de zomer van 2004 organiseerde Robert Smith het Curiosa-festival waarmee ze door de VS toerden. Op het Curiosa-festival speelden bands als Mogwai, Interpol en Muse.
- Het hele album is live opgenomen in de studio.

## Hitlijst succes
The Cure kwam uit op 28 juni 2004 en debuteerde in de top tien van de VS en het Verenigd Koninkrijk, met de verkoop van 80.000 kopieën in de eerste week na uitgave. Het album stond ook in de Top 40 in Australië. Sinds toen zijn er 2 miljoen kopieën van het album over de toonbank gegaan.